# جیمز ارل جونز
جیمز ارل جونز (انگلیسی: James Earl Jones؛ ۱۷ ژانویهٔ ۱۹۳۱ – ۹ سپتامبر ۲۰۲۴) بازیگر آمریکایی بود. جونز به‌دلیل بازی‌هایش در تئاتر و سینما «یکی از برجسته‌ترین و همه‌کاره‌ترین بازیگران آمریکا» توصیف شده است. او همچنین «یکی از بزرگ‌ترین بازیگران در تاریخ آمریکا» نامیده شده است. او در سال ۱۹۸۵ به تالار مشاهیر تئاتر آمریکا راه یافت. از او با نشان ملی هنر در ۱۹۹۲، جایزه مرکز کندی در ۲۰۰۲، جایزه یک عمر دستاورد هنری انجمن بازیگران فیلم در ۲۰۰۹ و جایزه اسکار افتخاری در ۲۰۱۱ تقدیر شده است.
جونز در آرکاباتلا، میسیسیپی به دنیا آمد و از دوران کودکی دچار لکنت بود. او گفت که شعر و بازیگری به او کمک کرد تا بر چالش‌های کم‌توانی‌اش غلبه کند. او که دوره مقدماتی پزشکی را در کالج مطالعه می‌کرد، طی جنگ کره و پیش از اینکه حرفه بازیگری را دنبال کند، در نیروی زمینی ایالات متحده آمریکا مشغول به خدمت شد. صدای عمیق در پروژه‌هایش مورد ستایش قرار گرفت. جونز نخستین نقش خود را در تئاتر برادوی با نمایش طلوع در کمپوبلو (۱۹۵۷) بازی کرد. او برای بازی در نمایش‌های متعدد با شکسپیر در پارک از جمله اتلو، هملت، کوریولانوس و شاه لیر به شهرت رسید. جونز به‌طور پیوسته در تئاتر کار کرد و جایزه تونی بهترین بازیگر مرد در نمایشنامه را برای بازی در نقش یک بوکسور در امید سفید بزرگ (۱۹۶۸) کسب کرد؛ او این نقش را در اقتباس سینمایی سال ۱۹۷۰ تکرار کرد و نامزد جایزه اسکار و جایزه گلدن گلوب شد.
جونز دومین جایزه تونی خود در رشتهٔ بهترین بازیگر مرد در نمایش‌نامه را برای بازی در نقش پدری از طبقه کارگر در نمایش حصارها (۱۹۸۷) اثر آگوست ویلسون دریافت کرد. او کاندیدای جایزه تونی برای نقش‌هایش به‌عنوان یک شوهر در نمایش کنار برکهٔ طلایی (۲۰۰۵) اثر ارنست تامپسون و رئیس‌جمهور سابق در نمایش بهترین مرد (۲۰۱۲) اثر گور ویدال بود. دیگر اجراهای او در برادوی عبارتند از: گربه روی شیروانی داغ (۲۰۰۸)، رانندگی برای خانم دیزی (۲۰۱۰–۲۰۱۱)، نمی‌توانی آن را با خودت ببری (۲۰۱۴)، و بازی جین (۲۰۱۵–۲۰۱۶). او جایزه ویژه تونی برای یک عمر دستاورد هنری را در سال ۲۰۱۷ دریافت کرد.
وی با صداپیشگی دارت ویدر در جنگ ستارگان شناخته شد. جیمز ارل جونز از سوی آکادمی اسکار جایزه یک عمر دستاورد را در سال ۲۰۱۱ دریافت کرد.
از فیلم‌های معروف او می‌توان به بازی در فیلم بازی پاتریوت، قاضی درد، واضح و خطر موجود، جن‌گیر ۲: مرتد، هزینه یاب، سلاح عریان ۳، شیادان، تخته سنگ تمیز، جفرسون در پاریس، موفق باشید و سوزاننده‌ها اشاره کرد.
جیمز ارل جونز در ۹ سپتامبر ۲۰۲۴ در ۹۳ سالگی در خانه خود در شهرستان داچس، نیویورک درگذشت.